# Relaciones Chile-Vietnam
Las relaciones Chile-Vietnam son las relaciones internacionales entre la República de Chile y la República Socialista de Vietnam. Ambos países son miembros de la Organización Mundial de Comercio, del Foro de Cooperación Económica Asia-Pacífico y del Acuerdo Transpacífico de Cooperación Económica.

## Historia
Chile fue el segundo país latinoamericano en reconocer al Estado de Vietnam, el 31 de julio de 1950. En mayo de 1969, el entonces Presidente del Senado de Chile, Salvador Allende, realizó una visita a Vietnam, ocasión en que entregó su apoyo al guerrillero y presidente de Vietnam Hồ Chí Minh, en el marco de la guerra de Vietnam. El 25 de marzo de 1971 fueron formalmente establecidas las relaciones diplomáticas entre Chile y la República Democrática de Vietnam. El ya presidente chileno Allende fue el segundo jefe de Estado latinoamericano en establecer relaciones al nivel de embajadas, nombrando a María Maluenda como Encargada de Negocios, convirtiéndose en la primera representante diplomática de Chile en ese país asiático. En 1973, el régimen militar de Chile rompió relaciones con Vietnam del Norte y las mantuvo con Vietnam del Sur. En 1990, Chile y Vietnam reanudaron sus relaciones diplomáticas.
En 1993, ambos países firmaron un comercio económico comercial, y seis años después se acordó la instalación de un mecanismo de consultas y cooperación. Asimismo, en 2000 se firmó un memorándum de entendimiento sobre intercambio y cooperación cultural, mientras que en 2002 se suscribió un protocolo en el campo de la minería y al año siguiente, un acuerdo sobre exención del requisito de visa para titulares de pasaportes diplomáticos y oficiales.
Vietnam reabrió su embajada en Santiago en diciembre de 2003 y Chile hizo lo propio en Hanói en octubre de 2004. En los años siguientes, se han suscrito acuerdos en materias de pesca y acuicultura (2004), turismo (2005) y cooperación científica y tecnológica (2007). En octubre de 2008, Chile y Vietnam comenzaron las negociaciones para un tratado de libre comercio (TLC), las que continuaron hasta noviembre de 2011, cuando los presidentes Sebastián Piñera y Truong Tan Sang firmaron el Acuerdo en el contexto de la Cumbre de Líderes de APEC en Honolulu. Este TLC fue el primero de Vietnam con un país de América Latina.
El 25 de mayo de 2007 se constituyó la Comisión Intergubernamental Vietnam-Chile, con el objetivo de promover la ampliación de la cooperación bilateral hacia áreas nuevas como ciencia y tecnología, educación y formación, intercambio estudiantil universitario, aprendizaje de idiomas, entre otras. Asimismo, existe un Grupo Interparlamentario Chileno-Vietnamita, compuesto por miembros del Congreso Nacional de Chile y de la Asamblea Nacional de Vietnam, que desarrollan diversas actividades de interés común.

### Visitas oficiales

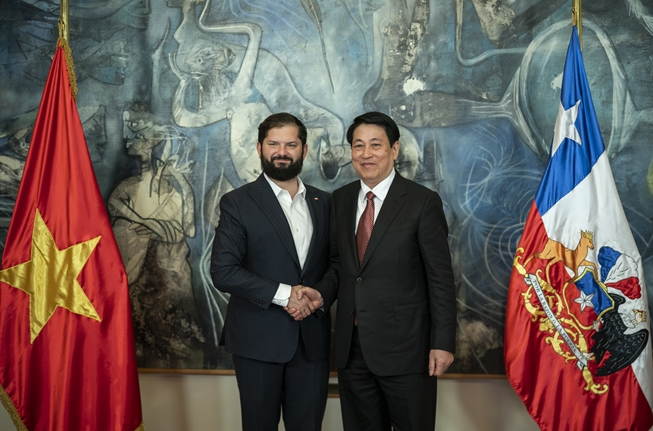
Los presidentes de Chile, Gabriel Boric, y de Vietnam, Lương Cường, en el Palacio de La Moneda.

Los siguientes mandatarios de Chile y Vietnam han realizado visitas de Estado:
- Primer ministro Phan Văn Khải a Chile en octubre de 2002.
- Presidente Ricardo Lagos a Vietnam en octubre de 2003.
- Presidente Trần Đức Lương a Chile en noviembre de 2004.
- Presidenta Michelle Bachelet a Vietnam en noviembre de 2006.
- Presidente Nguyễn Minh Triết a Chile en septiembre de 2009.
- Presidente Sebastián Piñera a Vietnam en marzo de 2012.
- Presidenta Michelle Bachelet a Vietnam en noviembre de 2017.
- Presidente Lương Cường a Chile en noviembre de 2024.[5]

## Relaciones comerciales

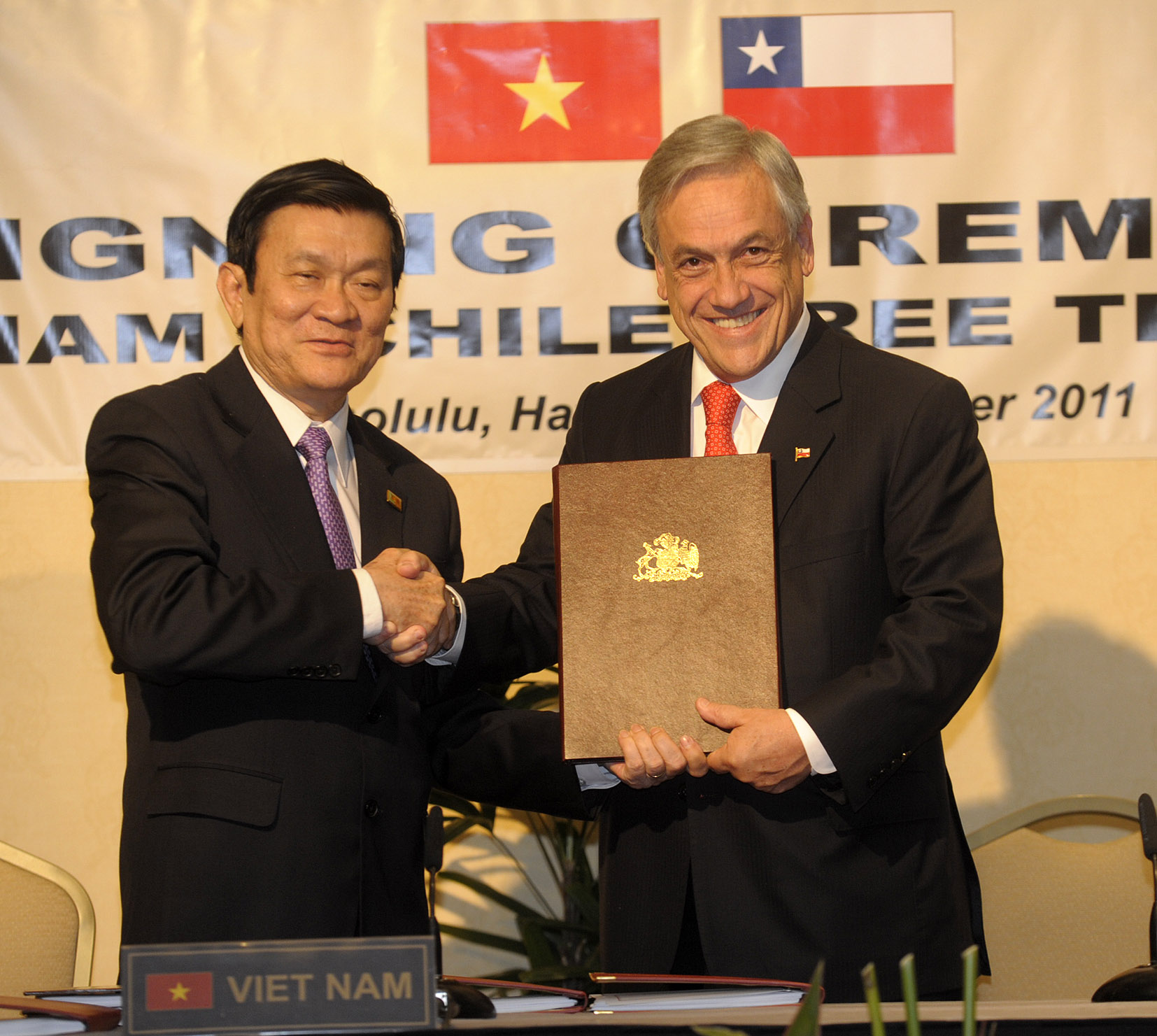
Firma del tratado de libre comercio entre los presidentes de Vietnam y Chile, en 2011.

Con la entrada en vigencia del TLC entre ambos países, Chile obtuvo acceso privilegiado al mercado de las carnes de vacuno y cerdo, productos lácteos y frutas en Vietnam, mientras que para el país asiático, algunos de los bienes beneficiados incluyeron el café, las impresoras, el té, las cámaras fotográficas y el calzado. Así, en 2023, el intercambio comercial entre ambos países ascendió a los 1 523 millones de dólares estadounidense, con una tasa de crecimiento anual promedio de 8,6% en los últimos cinco años. Los principales productos exportados por Chile fueron salmones, madera de pino insigne y cátodos de cobre, mientras que aquellos exportados principalmente por Vietnam al país sudamericano fueron teléfonos inteligentes y calzado.

## Misiones diplomáticas
- Chile tiene una embajada en Hanói.
- Vietnam tiene una embajada en Santiago de Chile.

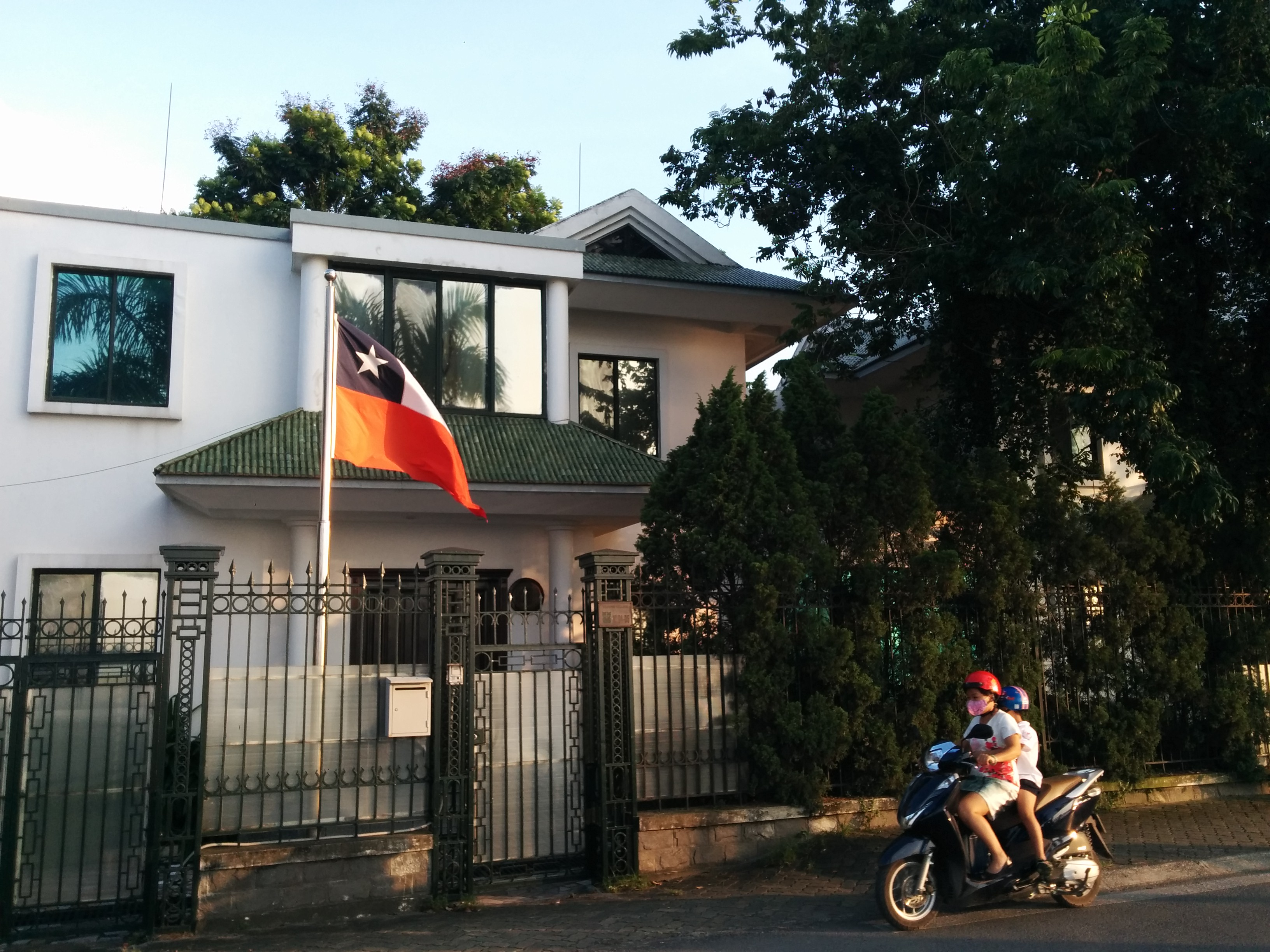
Embajada de Chile en Hanói
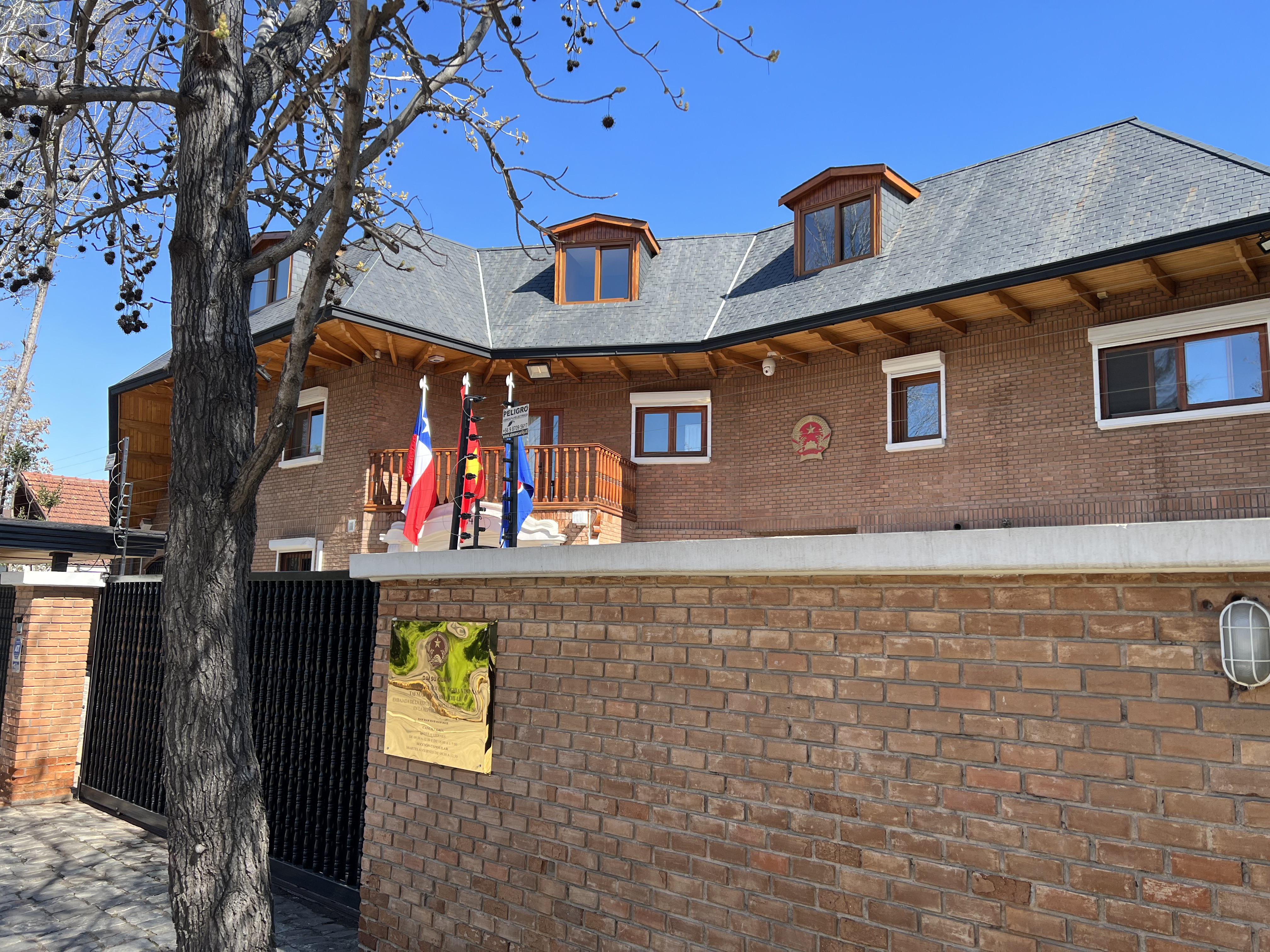
Embajada de Vietnam en Santiago de Chile